# Aborcja w Austrii
Aborcja w Austrii - od 1 stycznia 1975 r. aborcja na żądanie jest dopuszczalna do 3 miesiąca po uprzedniej konsultacji z lekarzem. Dozwolone jest również przeprowadzanie aborcji przez lekarza w sytuacji zagrożenia życia, zdrowia fizycznego lub psychicznego matki, na podstawie przesłanki embriopatologicznej (dużego prawdopodobieństwa ciężkiego fizycznego lub umysłowego upośledzenia płodu) oraz w przypadku, gdy matka jest osobą nieletnią (nie ukończyła 14 roku życia).

## Historia
W Cesarstwie Austriackim aborcja była bezwzględnie zabroniona. Wydana przez Marię Teresę w 1768 r. tzw. Theresiana przewidywała za dokonanie aborcji karę śmierci przez ścięcie. Późniejsza Josephina, Franciscana i ustawa karna z 1852 r. nadal kwalifikowały aborcję jako przestępstwo i przewidywały za jej dokonanie karę bezwzględnego pozbawienia wolności.
Po rozpadzie monarchii habsburskiej i utworzeniu przez Austriaków demokratycznej Republiki Austrii podjęto dyskusję o zmianie prawa aborcyjnego za czym opowiadały się w szczególności socjaldemokratki i Socjaldemokratyczna Partia Robotnicza Austrii. Jednak po przejęciu władzy przez austrofaszystów, a później narodowych socjalistów dyskusja została przerwana i nie nastąpiła zmiana prawa.
Po Anchlussie Austrii zaostrzono jeszcze bardziej prawo aborcyjne. Za dokonanie aborcji przez obywateli Rzeszy (tzw. Aryjczyków) karani byli śmiercią (nie dotyczyło tzw. "niearyjskich ras"). Było to związane z wizją aryjskiej kobiety, która miała wyłącznie zajmować się domem i rodzić dzieci.
Po II wojnie światowej przywrócono wcześniej obowiązujący demokratyczny porządek prawny. Ponownie podjęto dyskusję nad zmianą prawa w kwestii aborcji uznawanej wówczas nadal bez wyjątków za przestępstwo. Po uzyskaniu przez socjaldemokratów bezwzględnej większości w Radzie Narodowej w wyborach z 1971, w których frekwencja wyniosła 92,4%, przystąpiono do prac nad liberalizacją prawa aborcyjnego. W projekcie nowego kodeksu karnego (Strafgesetzbuch) w § 97 ust. 1 określono przypadki, kiedy aborcja jest dozwolona. Został on ostatecznie uchwalony 23 stycznia 1974 r. Przepis ten wszedł w życie 1 stycznia 1975 r. i obowiązuje w niezmienionej formie po dziś dzień.

## Zabieg u osób małoletnich
Małoletni, którzy ukończyli 14 rok życia, mogą samodzielnie zadecydować o przerwaniu ciąży, na co nie jest wymagana zgoda ich rodziców lub opiekunów prawnych. Jednak są sytuacji kiedy jest ona wymagana, np. w sytuacji, gdy małoletni jest niepełnosprawny intelektualnie. Zabieg u osób poniżej 14 roku życia odbywa się za zgodą ich rodziców lub opiekunów prawnych.